# Самеба (Квемо-Картли)

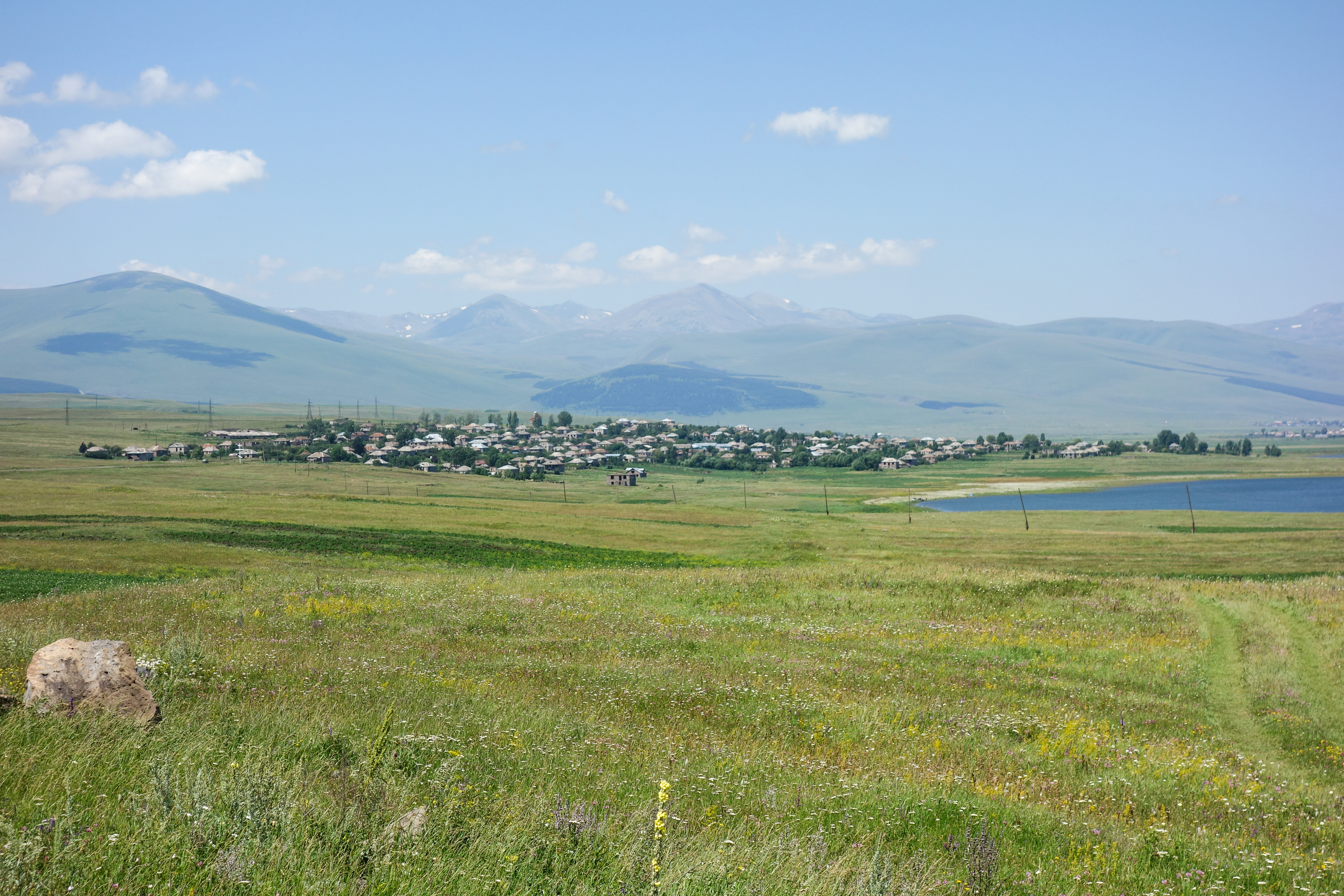
Село Самеба

Самеба (груз. სამება; до 2010 года — Гуниакала, Кастрон греч. Γκουνιά-Καλά, Κάστρον; груз. გუნიაკალა) — греческое село в Грузии. Входит в состав Цалкского муниципалитета края Квемо-Картли.

## История
Село было основано в 1830 году греками-понтийцами из одноимённого села Трапезундского вилайета Османской Империи.
Название села пришло из средневекового замка (Κάστρον), установленное греческими поселенцами в этом районе.
Находится в 5 километрах к западу от районного центра — города Цалка. Ещё в конце 30-х годов XX века встречались старожилы, говорящие на понтийском диалекте греческого языка. Однако после второй мировой войны в селе некоторые сохранили язык, остальные перешли на анатолийский диалект турецкого языка и русский.
К моменту распада СССР в Гуниа-Кала находилось порядка 700 жилых домов, в которых проживало свыше 2000 человек населения. В 2002 году в селе осталось 236 жителей, в том числе 72 % греков и 18 % грузин.
Из Гуниа-Кала был родом Зубалов, Феофилакт Андреевич (1918—1957) — Герой Советского Союза.